# Bryocalyx cinnameus
Bryocalyx cinnameus is een mosdiertjessoort uit de familie van de Calloporidae. De wetenschappelijke naam van de soort is voor het eerst geldig gepubliceerd in 2000 door Cook & Bock.